# 51826 Калпаначавла
51826 Калпаначавла (51826 Kalpanachawla) — астероїд головного поясу, відкритий 19 липня 2001 року.
Тіссеранів параметр щодо Юпітера — 3,203.